# Bargen (Schaffhouse)
Pour les articles homonymes, voir Bargen.
Bargen est une commune suisse du canton de Schaffhouse.

## Géographie

Photo aérienne (1964).

Selon l'Office fédéral de la statistique, Bargen mesure 8,27 km2.
Le point le plus septentrional de la Suisse se situe sur la commune de Bargen dans la localité de Oberbargen.

## Démographie
Selon l'Office fédéral de la statistique, Bargen compte 234 habitants en 2008. Sa densité de population atteint 28 hab./km2.
Le graphique suivant résume l'évolution de la population de Bargen entre 1850 et 2008 :

## Monuments et curiosités
L'auberge Löwen est une grande maison rurale de la seconde moitié du XVIIIe siècle avec pignon et toit en bâtière coupé.